# 龍語申
龍語申（本名：陳禕倫；1984年6月13日—），台灣男演員。本名是由爺爺取名，出道時保持本名進行演藝活動，直到2021年3月才開始使用藝名。
畢業於臺北藝術大學戲劇學系，高中畢業即與凱渥簽約，成為一名模特，2008年參加《決戰第一名》正式出道。2015年參加由王小棣等八位導演共同創辦的「Q Place表演教室」戲劇課程訓練，以第二期學員身分結業，於2016年參與《植劇場》系列的演出，並憑藉《植劇場－天黑請閉眼》成名。
2017年主演國軍形象偶像劇《最好的選擇》，2019年參與電視劇《用九柑仔店》的演出，2020年參與高收視電視劇《我的婆婆怎麼那麼可愛》的演出。2022年參與三立台灣台八點檔連續劇《一家團圓》的演出。

## 影視作品

### 電視劇/網路劇（台灣）
| 年份   | 播放頻道             | 劇名                           | 飾演         | 性質     | 導演                   |
| 2008年 | 華視 東森綜合台      | 《王子看見二公主》             | 小角色       | 客串     | 瞿友寧、林合隆         |
| 2011年 | 台視 三立都會台      | 《偷心大聖PS男》               | 小角色       | 客串     | 劉俊傑                 |
| 2011年 | 中視 安徽衛視        | 《幸福最晴天》                 | 小角色       | 客串     | 徐輔軍                 |
| 2014年 | 台視                 | 《神仙·老師·狗》               | Hank         | 男配角   | 羅至中、郝心翔         |
| 2015年 | 民視                 | 《星座愛情魔羯女》－勝女的代價 | 廖中漢       | 男配角   | 羅至中                 |
| 2016年 | 台視 八大綜合台 公視 | 《植劇場－天黑請閉眼》         | 藍毅聰       | 主演     | 柯貞年、陳玉勳         |
| 2017年 | 台視 八大綜合台 公視 | 《植劇場－夢裡的一千道牆》     | 小吳 厲鬼    | 主演     | 王小棣                 |
| 2017年 | 公視                 | 《起鼓·出獅》                  | 陳善池       | 男配角   | 麥大傑、郎祖筠         |
| 2017年 | 台視 八大戲劇台 公視 | 《植劇場－五味八珍的歲月》     | 紹慶牌友     | 客串     | 徐輔軍                 |
| 2017年 | 緯來戲劇台           | 《最好的選擇》                 | 余英傑       | 主演     | 梁修身、張家政         |
| 2019年 | 華視 中天綜合台      | 《最佳利益》                   | 胡健行       | 客串     | 林立書                 |
| 2019年 | 三立都會台           | 《用九柑仔店》                 | 簡忠勝       | 主演之一 | 高炳權、曾英庭         |
| 2019年 | LINE TV              | 《HIStory3-那一天》            | John         | 客串     | 蔡宓潔                 |
| 2020年 | 公視                 | 《我的婆婆怎麼那麼可愛》       | 艾力克       | 男配角   | 鄧安寧                 |
| 2020年 | 台視 八大戲劇台      | 《因為我喜歡你》               | 徐浩平       | 男配角   | 林清芳、郭春暉         |
| 2020年 | KKTV MyVideo         | 《記憶浮島》                   | 許名輝       | 男配角   | 陳宣境                 |
| 2021年 | 公視 MyVideo Netflix | 《火神的眼淚》                 | 周醫師       | 男配角   | 蔡銀娟                 |
| 2021年 | ViuTV 八大戲劇台     | 《超感應學園》                 | 李秉賢       | 男配角   | 林彥廷                 |
| 2021年 | HBO Asia             | 《誰在你身邊》                 | 志勝朋友     | 男配角   | 何潤東                 |
| 2022年 | 三立台灣台           | 《一家團圓》                   | 葉少強       | 男配角   | 龔美富、卓群超         |
| 2022年 | 公視 MyVideo 台視    | 《茁劇場－走過愛的蠻荒》       | 嚴志丞       | 主演     | 王明台                 |
| 2023年 | 公視 三立都會台      | 《地獄里長》                   | 林水木(年輕) | 男配角   | 瞿友寧、洪子烜、李青蓉 |
| 2023年 | 三立台湾台           | 《天道》                       | 鍾軍         | 男配角   | 劉建律、廖斐鴻、卓群超 |
| 2024年 | HBO GO               | 《何百芮的地獄毒白》           | Alex         | 客串     | 謝沛如                 |
| 2024年 | 公視                 | 《我的婆婆怎麼那麼可愛2》      | 艾力克       | 男配角   | 鄧安寧                 |
| 2024年 | 三立台湾台           | 《願望》                       | 柯廷恩       | 男配角   | 卓群超、劉建律、龔美富 |

### 迷你劇集
| 年份   | 播放頻道               | 劇名                      | 飾演   | 性質   | 導演           |
| 2016年 | 公視                   | 《滾石愛情故事-祝我幸福》 | 新郎   | 客串   | 陳嘉鴻         |
| 2021年 | 中華電信MOD Hami Video | 《都嘛是你的毛》          | 袁志浩 | 男配角 | 賴孟傑         |
| 2021年 | GagaOOLala             | 《聽不見的距離》          | Vic    | 男主角 | 葉天倫、廖堃言 |

### 電視劇/網路劇（新加坡）
| 年份   | 播放頻道               | 劇名                  | 飾演   | 性質     | 導演                           |
| 2013年 | 新傳媒電視八頻道       | 《曙光》              |        |          |                                |
| 2013年 | 新傳媒電視八頻道       | 《信約：唐山到南洋》  | 張天鷹 | 主演     | 張龍敏、方傢福、高淑怡、陳憶幼 |
| 2014年 | 新傳媒電視八頻道       | 《逆潮》              | 楊振業 | 男配角   | 羅溫溫、林美娜、林明哲         |
| 2014年 | 新傳媒電視八頻道       | 《警徽天職3》         | 邱星安 | 男配角   | 方傢福、胡涼財、高秀慧、謝光華 |
| 2014年 | Toggle Originals       | 《小心陌生人》        | 阿高   | 主演     |                                |
| 2014年 | 新傳媒U頻道            | 《衝鋒》              | Sam    | 主演     |                                |
| 2014年 | 新傳媒8頻道 Astro 雙星 | 《信約：動盪的年代》  | 張天鷹 | 特別演出 | 盧燕金、霍志楷、蘇妙芳、葉佩娟 |
| 2015年 | 新傳媒電視八頻道       | 《初一的心願》        | 丁展鹏 | 主演     | 高淑怡                         |
| 2015年 | 新傳媒電視八頻道       | 《分手快乐》          | Ethan  | 客串     |                                |
| 2018年 | Toggle Originals       | 《VIC维多利亚的模力》 | Tyson  | 特别演出 | 高秀慧                         |

### 電影
| 年份   | 片名                            | 飾演        | 性質   | 導演           |
| 2007年 | 《Oh! Squints》                 | John Smalls | 客串   | Neil LaBute    |
| 2012年 | 《犀利人妻最終回：幸福男·不難》 | 試吃員      | 客串   | 王珮華、王仁里 |
| 2013年 | 《他她他》                      | 模特兒      | 客串   | 莊米雪         |
| 2017年 | 《健忘村》                      | 金雲        | 男配角 | 陳玉勳         |
| 2018年 | 《Oh! Squints III》             | John Smalls | 男配角 | Neil LaBute    |

### 短片
| 年份   | 播放頻道             | 劇名                                                 | 飾演          | 性質     | 導演   |
| 2016年 | 台視 八大綜合台 公視 | 植劇場『未來星』系列---陳禕倫                        | 陳禕倫        | 男主角   | 不適用 |
| 2016年 | 台視 八大綜合台 公視 | 《台灣孩子演台灣故事》來戲院，撿戲尾                 | 詹天馬        | 男主角   | 貓克斯 |
| 2016年 | 台視 八大綜合台 公視 | 《戀愛沙塵暴之番外篇02》為何菜鳥很多毛???            | 陳禕倫        | 男主角   | 施岑諺 |
| 2016年 | 台視 八大綜合台 公視 | 《戀愛沙塵暴之訪談篇03》                             | 陳禕倫        | 特別演出 | 練健輝 |
| 2016年 | 台視 八大綜合台 公視 | 《荼蘼之番外篇02》越幫越忙的有珊                     | 帥氣男        | 男主角   | 曾鐵蛋 |
| 2016年 | 台視 八大綜合台 公視 | 荼蘼植日生週記第四集                                 | 陳禕倫        | 客串     | 吳怡靜 |
| 2016年 | 台視 八大綜合台 公視 | ⟪姜老師，妳談過戀愛嗎？⟫植日生週記第二集             | 陳禕倫        | 客串     | 不適用 |
| 2016年 | 台視 八大綜合台 公視 | ⟪姜老師，妳談過戀愛嗎？⟫植日生週記第四集             | 陳禕倫        | 客串     | 不適用 |
| 2017年 | 台視 八大綜合台 公視 | 《天黑請閉眼之番外篇4》#密室脫逃AfterDeath           | 藍毅聰        | 男主角   | 貓克斯 |
| 2017年 | 台視 八大綜合台 公視 | 《天黑請閉眼之番外篇5》#我的十八歲                   | 藍毅聰        | 男主角   | 施岑諺 |
| 2017年 | 台視 八大綜合台 公視 | 《天黑請閉眼之番外篇6》#死了才能換                   | 藍毅聰/黃毓秀 | 男主角   | 練健輝 |
| 2017年 | 台視 八大綜合台 公視 | 《天黑請閉眼之番外篇10》#禕倫訪談with顏毓麟          | 陳禕倫        | 男主角   | 施岑諺 |
| 2017年 | 台視 八大綜合台 公視 | 《天黑請閉眼之番外篇11》#球場上的女孩                | 藍毅聰        | 男主角   | 曾鐵蛋 |
| 2017年 | 台視 八大綜合台 公視 | 《天黑請閉眼之番外篇14》#大來賓訪談                  | 陳禕倫        | 男主角   | 練健輝 |
| 2017年 | 台視 八大綜合台 公視 | 《天黑請閉眼》植日生週記第一集                       | 陳禕倫        | 男主角   | 不適用 |
| 2017年 | 台視 八大綜合台 公視 | 《天黑請閉眼》植日生週記第二集                       | 陳禕倫        | 男主角   | 不適用 |
| 2017年 | 台視 八大綜合台 公視 | 《天黑請閉眼》植日生週記第三集                       | 陳禕倫        | 男主角   | 不適用 |
| 2017年 | 台視 八大綜合台 公視 | 《天黑請閉眼》植日生週記第四集                       | 陳禕倫        | 男主角   | 不適用 |
| 2017年 | 台視 八大綜合台 公視 | 《天黑請閉眼》植日生週記第五集                       | 陳禕倫        | 男主角   | 不適用 |
| 2017年 | 台視 八大綜合台 公視 | 《天黑請閉眼》植日生週記第六集                       | 陳禕倫        | 男主角   | 不適用 |
| 2017年 | 台視 八大綜合台 公視 | 《天黑請閉眼》植日生週記第七集                       | 陳禕倫        | 男主角   | 不適用 |
| 2017年 | 台視 八大綜合台 公視 | 《積木之家》植日生週記第六集                         | 陳禕倫        | 客串     | 不適用 |
| 2017年 | 台視 八大綜合台 公視 | 《夢裡的一千道牆之番外篇１２》#大來賓小課堂 ＃易智言 | 陳禕倫        | 男主角   | 施岑諺 |
| 2017年 | 台視 八大綜合台 公視 | 《夢裡的一千道牆》植日生週記第一集                   | 陳禕倫        | 男主角   | 不適用 |
| 2017年 | 台視 八大綜合台 公視 | 《夢裡的一千道牆》植日生週記第二集                   | 陳禕倫        | 男主角   | 不適用 |
| 2017年 | 台視 八大綜合台 公視 | 《夢裡的一千道牆》植日生週記第五集                   | 陳禕倫        | 男主角   | 不適用 |
| 2017年 | 台視 八大綜合台 公視 | 《夢裡的一千道牆》植日生週記第六集                   | 陳禕倫        | 男主角   | 不適用 |
| 2017年 | 台視 八大綜合台 公視 | 《五味八珍的歲月之番外篇１０》#耀仁訪談              | 陳禕倫        | 男主角   | 施岑諺 |

## 舞台劇/音樂劇
| 年份   | 劇名                     | 飾演 |
| 2016年 | 栢優座《惡虎青年Z》      |      |
| 2018年 | 栢優座《行動代號莫須有》 |      |
| 2023年 | 故事工廠《倒數婚姻》     | 小建 |

## 廣播劇
| 年份   | 播放平台        | 劇名                 | 詮釋角色 | 性質   | 原著作者 | 劇本改編 | 備註     |
| 2021年 | 鏡文學-Facebook | 《部門人事調整公告》 | 林靖培   | 男主角 | AMI亞海  | 莊翔安   | 聲音演出 |

## 音樂錄影帶
| 年份   | 歌手歌曲               |
| 2017年 | 林美秀〈一片雲〉       |
| 2018年 | 周杰倫〈不愛我就拉倒〉 |
| 2022年 | 小男孩樂團〈事過境遷〉 |

## 廣告
- 2020年：Mercedes-Benz無庸置疑篇
- 2021年：紅茶花伝 太妃糖の風味岩鹽奶茶

## 外部連結
- 龍語申的Facebook專頁
- 龍語申的Instagram帳戶

- 龍語申 華文影劇數據平台 （页面存档备份，存于）